# Ephraim und das Lamm
Ephraim und das Lamm (Originaltitel: Lamb) ist ein 2015 erschienener Spielfilm des äthiopischen Regisseurs Yared Zeleke. Premiere hatte er in der Sektion Un Certain Regard während der Internationalen Filmfestspiele von Cannes 2015. Der deutsche Kinostart war am 26. November 2015. Der Film wurde als äthiopischer Beitrag für den Oscar als bester fremdsprachiger Film eingereicht.

## Handlung
Die Mutter des neunjährigen Ephraïms ist gestorben. Sein Vater will das Heimatdorf Buya im Norden Äthiopiens verlassen und in Addis Abeba Arbeit suchen. Deshalb fahren sie gemeinsam zum Cousin Solomon, wo der Vater seinen Sohn unterbringen will. Ephraïm darf sein Schaf Chuni mitnehmen. 
Ephraïm will in seiner neuen Familie beim Kochen helfen. Das findet Solomon unmännlich. Er will ihm lieber das Pflügen mit den Ochsen zeigen. Dabei stellt sich Ephraïm so ungeschickt an, dass Solomon ihn vom Feld schickt. Er soll seine Männlichkeit beweisen, indem er sein Schaf zum religiösen Fest am folgenden Freitag schlachtet. Das will Ephraïm mit allen Mitteln vermeiden und er hat auch schon herausgefunden, dass die Busfahrt nach Buya zurück 120 Birr für ihn und sein Schaf kostet. Die will er mit dem Verkauf von frittierten Teigtaschen auf dem Markt verdienen. 
In der Nähe von Solomons Hof ragt ein hoher Berg empor. Ephraïm besteigt ihn mit dem Lamm, um seinen Heimatort von dort aus sehen zu können. Beim Abstieg wird er von einem bewaffneten Wächter auf einem Pferd gestellt. Dieser will Ephraïm das Lamm abnehmen. Da Ephraïm ihn auf seine Verwandtschaft zu Solomons Mutter hinweist, lässt der Wächter ihn laufen.
Zwei Tage vor Freitag fehlen aber noch 86 Birr, unter anderem, weil die Dorfjungen ihn auf dem Markt verprügelt und ihm seinen Verdienst abgenommen haben. Deshalb gibt Ephraïm sein Schaf bei einem Schafhändler für zwei Birr täglich in Obhut und behauptet, es sei gestohlen worden. Dafür schlägt Solomon ihn.
Auch die Mutter der jungen Frau mit Namen Tsion, die in Solomons Familie lebt, ist gestorben. Tsion liest viel in Zeitungen und wird deshalb von Solomon und seiner Frau kritisiert. In ihren Zeitungen hat sie vom Klimawandel gelesen. In Äthiopien regnet es weniger und später; daher fallen die Ernten schlechter aus und die Landbevölkerung hungert. Auch dem Kleinkind von Azeb geht es schlecht. Emama opfert ein Schmuckstück, das sie jeden Tag auf ihrem Kopftuch trug, damit sie einen Arzt bezahlen können. Der sagt aber, dass das Kind besser ernährt werden müsse.
Als Ephraïm auf dem Markt seine Teigtaschen verkauft, sieht er wie der Schafhändler Chuni schlägt. Er geht dazwischen, kann aber nichts ausrichten. Erst als Tsions Freund – ein Lastwagenfahrer – hinzukommt, lässt der Schafhändler ab. Tsion fährt mit ihrem Freund nach Addis Abeba. Ephraïm steigt heimlich mit seinem Schaf auf den Lastwagen und will mitfahren. Weil Chuni nicht leise sein kann, werden sie entdeckt und verscheucht.
Ephraïm bringt sein Schaf danach in der Herde einer jungen Schafhirtin unter.
Eines Tages überrascht Azeb den jungen Ephraïm, als er gerade seine Einnahmen vom Markt zählt. Sie nimmt ihm das Geld ab und gibt es ihrer Schwiegermutter Emama. Ephraïm steigt ein zweites Mal auf den Berg. Dort schläft er ein und träumt von seinen Eltern. Als er erwacht, beginnt es zu dunkeln und er muss durch den verbotenen Wald gehen. Er ist am Ende seiner Kräfte. Der Wächter liefert den Jungen bei seiner Familie ab.
Emama beauftragt Ephraïm, auf dem Markt Gemüse und Hühnerfleisch zu kaufen und damit zu beweisen, dass er ehrlich ist. Das tut Ephraïm. Er kocht für die Familie und die Nachbarn. Alle sind des Lobes voll.